# Carlos Turrubiates
Carlos Turrubiates (* 24. Januar 1968 in Reynosa, Tamaulipas) ist ein ehemaliger mexikanischer Fußballspieler auf der Position eines Verteidigers und späterer Trainer.

## Leben

### Verein
Turrubiates begann seine Profikarriere 1990 beim Club León, für den er sein Debüt in der höchsten mexikanischen Spielklasse am 29. September 1990 in einem Punktspiel beim CF Monterrey absolvierte, das 1:2 verloren wurde. Seinen ersten Treffer in der ersten Liga erzielte er am 26. April 1992 in der 85. Minute zum 2:1-Heimsieg gegen die UAT Correcaminos. Bereits sechs Wochen später traf er erneut und diesmal zur wichtigen 1:0-Führung der Esmeraldas im Meisterschaftsfinale der Saison 1991/92 gegen den Puebla FC, das 2:0 gewonnen wurde und León den ersten Meistertitel seit 1956 bescherte, als noch der legendäre Antonio Carbajal das Tor der Mannschaft aus León hütete. 
1993 wechselte Turrubiates zu Mexikos populärsten Verein Chivas Guadalajara, bei dem er bis 1996 blieb. Anschließend kehrte er zum Club León zurück, wechselte für die Saison 1998/99 zum Club Atlante und beendete seine aktive Laufbahn 1999/00 bei seinem langjährigen Verein Club León.

### Nationalmannschaft
Sein Debüt für die mexikanische Nationalmannschaft bestritt Turrubiates in einem am 29. Juni 1993 ausgetragenen Testspiel gegen Costa Rica, das 2:0 gewonnen wurde. Sein siebtes und letztes Länderspiel fand am 5. Februar 1997 im Rahmen eines Vergleichs gegen Ecuador (3:1) statt. 

### Trainer
Seine erste Trainerstation übte Turrubiates  in der Apertura 2003 beim nur in dieser Halbsaison existierenden Club Trotamundos Tijuana aus. 
In der Saison 2009/10 war er Cheftrainer der zweiten Mannschaft der UANL Tigres und in der Apertura 2010 betreute er die erste Mannschaft der Tiburones Rojos Veracruz, bevor er Anfang 2011 dessen zweite Mannschaft übernahm.
2013 betreute er eine Nachwuchsmannschaft des Puebla FC und wurde im Sommer 2014 als Trainer der U-20-Nachwuchsmannschaft des Club América verpflichtet, bevor er zu Beginn der Saison 2015/16 in den Stab des neuen Trainers der ersten Mannschaft des Club América, Ignacio Ambríz, berufen wurde.

## Erfolge
- Mexikanischer Meister: 1991/92